# Шуринка
Шу́ринка (рос. Шуринка) — присілок у складі Промишленнівського округу Кемеровської області, Росія.

## Населення
Населення — 473 особи (2010; 575 у 2002).
Національний склад (станом на 2002 рік):
- росіяни — 97 %